# Gaboltov
Gaboltov este o comună slovacă, aflată în districtul Bardejov din regiunea Prešov. Localitatea se află la altitudinea de 421 m deasupra n.m., se întinde pe o suprafață de 12,73 km2 și în 2017 număra 494 de locuitori. Comunele vecine sunt Sveržov și Cigeľka.

## Istoric
Localitatea Gaboltov este atestată documentar din 1247.

## Demografie
| An:                | 1994 | 2004    | 2014   | 2024   |
| ------------------ | ---- | ------- | ------ | ------ |
| Număr de persoane: | 465  | 520     | 510    | 528    |
| Diferență:         |      | +11,82% | −1,92% | +3,52% |

| An:                | 2023 | 2024   |
| ------------------ | ---- | ------ |
| Număr de persoane: | 523  | 528    |
| Diferență:         |      | +0,95% |